# Station Loxstedt
Station Loxstedt (Bahnhof Loxstedt) is een spoorwegstation in de Duitse plaats Loxstedt, in de deelstaat Nedersaksen. Het station ligt aan de spoorlijn Wunstorf - Bremerhaven.

## Geschiedenis
De huidige halteplaats werd als station Loxstedt in het jaar 1847, gelijktijdig met de toenmalige spoorlijn Bremen - Geestemünde, geopend. Op 10 maart 1862 kwam er een stationsgebouw met woningen voor het personeel, goederenloodsen en diverse bijgebouwen.
Begin van de twintigste eeuw was Loxstedt aangewezen als langeafstandsstation in de Reichs-Kursbüchern. Over de spoorlijn reed in 1905 dagelijks een trein van Geestemünde naar Berlijn, welke ook in Loxstedt stopte. Daarnaast stopten er drie treinen per dag vanaf Leipzig en Hannover naar Geestemünde in Loxstedt.
In het jaar 1926 werd een aansluiting op de havenspoorlijn naar de vissershaven Wesermünde vanaf station Loxstedt gepland. Loxstedt zou dan worden uitgebreid met een rangeerstation. De planning voor het nieuwe havenstation was in het jaar 1933 onderwerp in Schinkelwettbewerb für Architektur, maar het is nooit gerealiseerd.
In 1966 werd de spoorlijn geëlektrificeerd. Eind 1975 werd het goederenemplacement gesloopt tot de aansluiting met het toenmalige bedrijf Oscar Neynaber. Tevens werd het station afgewaardeerd tot halteplaats. De spooraansluiting met Oscar Neynaber werd tijdens een grote spoorsanering in 2008 verwijderd. Het stationsgebouw en de post voor de treindienstleider "Lsf" werd tijdens kerstnacht in 1978 gesloopt.
Bij het station bevindt zich een P+R-plaats met ongeveer 60 parkeerplaatsen en een regionale bushalte bij het perron voor de richting Bremen. De halteplaats werd in de jaren '90 gemoderniseerd. In 2014 zijn de perrons verder gemoderniseerd. De perrons werden verhoogd naar 76 cm (daarvoor 38 cm), inclusief geleidelijnen.

## Treinverbindingen
De volgende treinserie doet station Loxstedt aan:
| Serie | Treinsoort                  | Route                                                                                           | Bijzonderheden                       |
| ----- | --------------------------- | ----------------------------------------------------------------------------------------------- | ------------------------------------ |
| S2    | Regio-S-Bahn (NordWestBahn) | Bremerhaven-Lehe – Bremerhaven Hbf – Loxstedt – Osterholz-Scharmbeck – Bremen Hbf – Twistringen | Versterkingstreinen tijdens de spits |